# Guido Pallavicini
Guido, o Galdo Pallavicini (también Pallavicino), llamado Marquesopoulo por sus súbditos griegos, fue el primer marqués de Bodonitsa en la Grecia franca desde 1204 hasta su muerte en 1237. El propósito original del margraviato era vigilar el paso de las Termópilas para el reino de Tesalónica.
Fue el segundo hijo del marqués Guillermo Pallavicino (también conocido como Pelavicino), un descendiente de los Obertenga de Liguria, que gobernó sobre una serie de feudos en el área entre Parma y Piacenza, que se conocen colectivamente como el estado Pallavicino.
Después de la muerte del primer rey de Tesalónica, Bonifacio, en 1207, Guido se convirtió en el principal asesor y bailío de Margarita la viuda regente y la reina madre del joven Demetrio. Sin embargo, Guido y su hermano Rubino se habían aliado con los lombardos bajo Oberto II de Biandrate y habían sido obligados a someterse al emperador Enrique en 1209. Se negó a asistir al Parlamento de Ravennika en mayo de ese año. En 1210, sin embargo, estuvo presente en el segundo parlamento de Ravennika y firmó el concordato allí acordado, aunque su reputación hacia la iglesia fue violenta e indiferente.
Guido construyó un fuerte castillo, Vriokastro, en la misma Bodonitsa y vigiló exitosamente el paso contra el déspota de Epiro, Teodoro Comneno Ducas, en 1224, incluso después que cayera Tesalónica. Junto con Atenas y Tebas, Bodonitsa fue uno de los pocos (en su mayoría del sur) feudos del reino que sobrevivieron a la caída de su capital. De hecho, fue a Guido que el duque de Atenas debía su relativa seguridad del asalto epirota.
El 2 de mayo de 1237, hizo su testamento y murió poco después. Había sido uno de los caballeros de la Cuarta Cruzada y fue uno de los últimos en morir. Bodontisa fue la posesión franca más septentrional en Grecia durante ese momento. Fue sucedido por Ubertino, su hijo con la borgoñesa Sibila, una prima de Guido I de Atenas.